# Hoorn
Hoorn (nizozemska izgovorjava: [ˈɦoːr(ə)n] ()) je mesto in občina na severozahodu Nizozemske, v provinci Severna Holandija. Je največje mesto in tradicionalna prestolnica regije Zahodna Frizija. Hoorn se nahaja na Markermeerju, 20 kilometrov vzhodno od Alkmaarja in 35 kilometrov severno od Amsterdama. Občina ima nekaj čez 73.000 prebivalcev in površino 20,38 km², zaradi česar je tretja najgosteje naseljena občina v Severni Nizozemski za Haarlemom in Amsterdamom. Občina poleg mesta Hoorn vključuje še vasi Blokker in Zwaag ter dele zaselkov De Bangert, De Hulk in Munnickaij.
Hoorn je na Nizozemskem znan po svoji bogati zgodovini. Mesto je dobilo mestne pravice leta 1357 in se razcvetelo v nizozemski zlati dobi. V tem obdobju se je Hoorn razvil v uspešno pristaniško mesto, kjer je bila ena od šestih komor nizozemske vzhodnoindijske družbe (VOC). Proti koncu osemnajstega stoletja pa je Hoornu postalo vse težje tekmovati z bližnjim Amsterdamom. Na koncu je izgubilo svojo funkcijo pristaniškega mesta in postalo regionalno trgovsko središče, ki je služilo predvsem manjšim vasem Zahodne Frizije. Danes je Hoorn mesto s sodobnimi stanovanjskimi območji in zgodovinskim mestnim središčem, ki se zaradi bližine Amsterdama včasih šteje za del metropolitanskega območja Randstad. Rt Horn in otoki Hoorn so dobili ime po tem mestu.

## Etimologija
Izvor imena Hoorn – v arhaičnem črkovanju Hoern, Horne ali Hoirn(e) – je obdan z miti. Po starih frizijskih legendah ime izvira iz Hornusa, bastarda kralja Redbada in brata Aldgillisa II., ki je domnevno leta 719 ustanovil mesto in ga poimenoval po sebi. Druga teorija trdi, da je ime izpeljano iz znaka s podobo poštnega roga, ki je visel na eni od gostiln, ki so jo ustanovili pivovarji iz Hamburga v začetku 14. stoletja.
Po mnenju Hadriana Junija bi se lahko ime nanašalo tudi na mestno pristanišče v obliki roga. Drugi so verjeli, da je ime izpeljano iz damphoorna, plevela z votlim steblom, ki je rasel na tem območju ob nastanku mesta. Kronist Theodorus Velius zavrača to teorijo, kot tudi trditev, da ime izvira iz Dampterhorn, ki naj bi bila edina preostala soseska poplavljene vasi Dampten.
Eno najzgodnejših omemb Hoorna najdemo v pismu, ki navaja, da je bil leta 1303 trgovec iz Brugesa zaprt v Zahodni Friziji blizu kraja, imenovanega Hornicwed. Ta fraza – čeprav ni gotovo, ali se dejansko nanaša na Hoorn – je sestavljenka srednje nizozemskih besed hornic, kar pomeni »vogal« in wed, kar pomeni »plitva voda«.  Verjetno je ime Hoorn res izpeljano iz srednje nizozemskega hornic ali preprosto horn in da je mesto dobilo ime po svoji legi v ostrem zalivu (nekdanjega) Flevskega jezera. 
Kot potomec rekonstruiranega protogermanskega *hurnijǭ je ime Hoorn sorodno z danskim in norveškim hjørne, islandskim horn, švedsko hörn(a) in zahodnofrizijsko herne, ki so vse ohranile pomen »kota«.  V sodobni nizozemščini pa beseda hoorn pomeni »rog«, tako v akustičnem kot v anatomskem smislu.

## Zgodovina

### Zgodnja zgodovina
V začetku osmega stoletja je grožnja vikinških napadov povzročila nemire v Frizijskem kraljestvu, zaradi česar so številni ljudje zapustili svoje domače kraje in se naselili drugam. Po tem zgledu naj bi se Hornus – bastard Redbada – skupaj s tovariši preselil proti zahodu in leta 719 zahodno od reke Vlie zgradil naselje, ki ga je poimenoval po sebi. To legendarno naselje ni obstajalo dolgo, saj je pogorelo le nekaj let kasneje.
V poznem srednjem veku je bilo mesto današnjega Hoorna močvirnato območje, ki sploh ni bilo primerno za poljedelstvo, v nasprotju z bolj rodovitno notranjostjo. Tukaj je prekomerna proizvodnja mlečnih izdelkov pripeljala do vzpostavitve trga znotraj domene Zwaag, kjer je bilo mogoče presežke zamenjati za drugo blago. Ta tržnica je bila v bližini zapornice v reki Gouw, ki je bila najprimernejši prehod v Zuiderzee za okoliške vasi.
Tržnica je pritegnila številne tuje trgovce, predvsem iz Hamburga in Bremna, ki so svoje blago (večinoma pivo) prihajali prodajat lokalnemu prebivalstvu v zameno za maslo in sir. To je na to območje pripeljalo tudi tri brate iz Hamburga, ki so prepoznali njegovo ugodno lokacijo in se odločili, da bodo v bližini tržnice zgradili vsak svojo gostilno, da bi povečali prodajo svojih piv. Gradnja teh zgradb je bila dokončana leta 1316 in je privedla do širitve naselja, saj je zdaj več trgovcev iz severne Nemčije in Danske obiskalo kraj, da bi trgovali. Posledično se je naselje hitro razvilo v vas, ki je nato dobila ime Hoorn. Mesto je uradno postalo mesto leta 1357, ko je Hoornu podelil mestne pravice Viljem V., holandski grof, po pavšalnem plačilu 1550 guldnov.

### Nizozemska zlata doba
Hoorn je hitro zrasel in postal glavno pristaniško mesto in uspešno trgovsko središče, ki je cvetelo v 16. in 17. stoletju, znanem tudi kot nizozemska zlata doba. Bil je sedež zapriseženih svetov Zahodne Frizije in Noorderkwartier (nizozemsko Gecommitteerde Raden) od 1573 do 1795 in sedež admiralitete Noorderkwartier od 1589 do 1795, skupaj z Enkhuizenom. Poleg tega je bilo mesto pomembna domača baza za Nizozemsko vzhodnoindijsko družbo (VOC), Nizozemsko zahodnoindijsko družbo (WIC) in Noordsche Compagnie.
Mestna flota je preplula sedem morij in se vrnila natovorjena z dragocenim blagom iz Vzhodne Indije. Eksotične začimbe, kot so poper, muškatni orešček, nageljnove žbice so se prodajali z ogromnim dobičkom. S svojo spretnostjo v trgovini in pomorstvu so Hoornovi sinovi uveljavili ime mesta daleč naokoli. Leta 1619 je Jan Pieterszoon Coen (1587–1629), sporen zaradi svojih nasilnih napadov v jugovzhodni Aziji, »ustanovil« prestolnico Nizozemske Vzhodne Indije, ki jo je sprva nameraval poimenovati New Hoorn, čeprav je bilo pozneje odločeno, da bo njeno ime Batavija (današnja Džakarta). Kip Coena je bil postavljen na osrednji mestni trg Roode Steen leta 1893. Leta 1616 je raziskovalec Willem Schouten skupaj z Jacobom Le Maireom kljuboval divjim nevihtam, ko je obkrožil najjužnejšo konico Južne Amerike. Poimenoval jo je Kaap Hoorn (Rt Horn) v čast svojemu domačemu mestu.

### 18. stoletje do danes
Hoornovo bogastvo se je v 18. stoletju nekoliko zmanjšalo. Uspešno trgovsko pristanišče je postalo komaj kaj več kot zaspana ribiška vas na Zuiderzeeju. Po Napoleonovi okupaciji je sledilo obdobje, ko je mesto postopoma obrnilo hrbet morju. Razvil se je v regionalno trgovsko središče, ki je oskrbovalo predvsem manjše vasi Zahodne Frizije. Stojničarji in trgovci so se posvetili prodaji mlečnih izdelkov in semena. Po uvedbi železnic v poznem 19. stoletju je Hoorn hitro zavzel svoje mesto kot priročno locirano in lahko dostopno središče v omrežju mest in vasi Severne Nizozemske. Leta 1932 je bil Afsluitdijk dokončan in Hoorn ni bil več pristanišče.
V letih po drugi svetovni vojni je prišlo do ponovne rasti. V središču cvetoče hortikulturne regije je mesto razvilo zelo raznoliko in dinamično gospodarstvo. V 1970-ih je bil Hoorn označen kot prelivno mesto (groeikern) s strani nizozemske vlade za razbremenitev pritiska na prenaseljeno regijo Randstad. Posledično je na tisoče ljudi svoja utesnjena majhna stanovanja v Amsterdamu zamenjalo za družinsko hišo z vrtom v enem od novozgrajenih stanovanjskih območij Hoorna.

## Geografija
Hoorn leži na vzhodu polotoka Severna Holandija, na severozahodni obali Markermeerja - drugega največjega sladkovodnega jezera na Nizozemskem. Mesto zavzema lok kopnega na jugu Zahodne Frizije na skrajnem severnem koncu majhnega zaliva z imenom Hoornse Hop. Pokrajina Hoorna je večinoma ravna in edina dvignjena območja so nasipi na južnem obrobju mesta. Občina je del varnostne regije Veiligheidsregio Noord-Holland-Noord in vodnega odbora Hollands Noorderkwartier.

### Podnebje
Hoorn ima oceansko podnebje (Köppen: Cfb), na katerega močno vpliva njegova bližina Severnega morja na zahodu, s prevladujočimi zahodnimi vetrovi. Tako zime kot poletja veljajo za mile, čeprav lahko zime postanejo precej hladne, medtem ko so poletja občasno precej topla.
Hoorn, tako kot večina province Severna Holandija, leži v coni odpornosti USDA 8b. Pozebe nastanejo predvsem v času vzhodnih ali severovzhodnih vetrov iz notranje evropske celine. Tudi takrat, ker je Hoorn s treh strani obdan z velikimi vodnimi telesi, noči redko padejo daleč pod 0 °C.
Poletja so zmerno topla s številnimi vročimi dnevi vsak mesec. Povprečna najvišja dnevna temperatura v avgustu je 21,6 °C in 30 °C ali višje je v povprečju izmerjeno le 1,8 dni na leto (2009–2018), kar Hoorn uvršča v toplotno območje AHS 2. Prav tako je običajno, da je vsako leto vsaj nekaj snežnih dni.
Kraljevi nizozemski meteorološki inštitut ima eno od svojih vremenskih postaj v Berkhoutu, vasi zahodno od Hoorna. Rekordni ekstremi segajo od -21,9 °C do 34 6 °C. Povprečna letna količina padavin je 855,5 mm.

## Kultura

### Arhitektura
Številne hiše v zgodovinskem središču mesta izvirajo iz 17. in 18. stoletja, zlasti na območju severno od pristanišča. Druge pomembne zgradbe so:
- Hoofdtoren (1464), nekdanji pristaniški kontrolni stolp
- Maria-/Kruittoren (1508), stolp zgrajen v poznogotskem slogu kot del mestnega obzidja
- Oosterpoort (1578), edina preostala mestna vrata
- Waag (1609), tehtnica na stičišču Grote Oost in Roode Steen
- Statenlogement (1613), nekdanja mestna hiša
- Burgerweeshuis (1620), nekdanja sirotišnica v Korte Achterstraat
- Statecollege (1632), v katerem je Westfries Museum
- Koepelkerk (1882), rimskokatoliška bazilika
- Claes Stapelhof (1682), hofje

### Muzeji
Pomembni muzeji v Hoornu so:
- Muzej Westfries
- Muzej 20. stoletja

## Lokalna vlada

### Občinska uprava
Od 16. junija 2022 občinsko upravo Hoorna sestavljajo:
| župan    | župan              | Portfelj                                                              | Stranka |
| -------- | ------------------ | --------------------------------------------------------------------- | ------- |
|          | Jan Nieuwenburg    | Javna varnost, regionalno sodelovanje in javne zadeve                 | PvdA    |
| Aldermen | Aldermen           | Portfelj                                                              | Stanka  |
|          | René Assendelft    | Izobraževanje, pristanišča, promet in transport                       | HL      |
|          | Axel Boomgaars     | Finance, dohodek, kultura in raznolikost                              | GL      |
|          | Karin Hakhoff      | Zmanjševanje revščine, socialna podpora, starejši in socialno varstvo | 1H      |
|          | Dick Bennis        | Javni prostor, okolje, sosedske zadeve in šport                       | CDA     |
|          | Marjon van der Ven | Stanovanja, razvoj mest in javno zdravje                              | VVD     |
|          | Arthur Helling     | Gospodarstvo, turizem, prostorsko načrtovanje in trajnost             | D66     |

## Transport

### Železnice
Hoorn je povezan z nizozemskim železniškim omrežjem in ima dve železniški postaji: Hoorn in Hoorn Kersenboogerd. S teh postaj je mogoče potovati v smeri Enkhuizen, Alkmaar in Amsterdam. Je tudi izhodišče dediščinske železnice Hoorn–Medemblik.

### Ceste
Avtocesta A7, ki poteka od Zaandama do nemške meje preko Afsluitdijka, poteka mimo Hoorna. Izhod Hoorn North se poveže s provincialno cesto N302, imenovano tudi Westfrisiaweg , ki poteka od Hoorna do Lelystada preko Houtribdijka .

## Pomembni ljudje

### Rojeni
Sledi seznam pomembnih ljudi, rojenih v Hoornu:

### Prebivali
Sledi seznam ljudi, ki so bili rojeni drugje, vendar so znani (nekdanji) prebivalci Hoorna:
 

## Mednarodni odnosi

### Partnerska mesta
Hoorn je pobraten z naslednjimi mesti in občinami:
- Beersel, Belgium (since 1968)[40]
- Příbram, Czech Republic (since 1992)

### Prijateljstva
- Lewes, Delaware, United States

Lewes je bil kraj prve evropske naselbine v Delawaru: kitolovska in trgovska postaja, ki so jo nizozemski naseljenci pod vodstvom Davida Pieterszoona de Vriesa ustanovili leta 1631 in poimenovali Zwaanendael. Po prihodu v zaliv Delaware so vstopili v lov, ki ga je De Vries poimenoval "Hoornkill" po svojem domačem kraju Hoorn. Danes se mestni muzej Zwaanendael nahaja v repliki Statenlogementa, nekdanje mestne hiše v Hoornu. Čeprav Hoorn in Lewes nikoli nista bili uradno partnerski mesti, med mestoma obstaja tesen neformalni odnos. Delegaciji Hoorna in Lewesa sta obiskali mesti drug drugega v luči Lewesove 375. in Hoornove 650. obletnice leta 2006 oziroma 2007.
- Malacca City, Malezija (od 1989)

Leta 1641 so Nizozemci od Portugalcev osvojili kolonijo Malaka. Med nizozemsko vladavino je bil zgrajen ikonični Stadthuys – replika prve mestne hiše v Hoornu, ki je bila porušena leta 1797. Hoorn in Malaka sta leta 1989 postali pobrateni mesti, vendar je bilo partnerstvo uradno prekinjeno leta 2005. Mesta še vedno ohranjajo neuraden odnos kot »mesta prijateljstva«.